# Carlos Vargas
Carlos Alonso Vargas Tenorio (ur. 14 lutego 1999 w Ciudad Juárez) – meksykański piłkarz występujący na pozycji lewego lub środkowego obrońcy, od 2023 roku zawodnik Cruz Azul.